# أساطير شادو غان
أساطير شادو غان (بالإنجليزية: Shadowgun legends)
هي لعبة فيديو قامت شركة ماد فينجر بتطويرها ونشرها.
اللاعب سيحصل على فرصة التحكم بحركات جديدة لمحارب الشادو غان.
مع أصدقائه سوف يحصل على تهديد من كائن فضائي وينقذ البشرية.

## طريقة اللعب
الاعب يتحكم بشخصية من منظور الشخص الأول.
ويحصل على ترسانة ضخمة من الأسلحة و الأدوات المستقبلية.
ويمتلك كذلك قدرات إضافية.كما أن اللعبة تحتوي على نمط اللعب المتعدد.